# Museo Nazionale d’Arte Orientale
Museo Nazionale d’Arte Orientale Giuseppe Tucci − dawne rzymskie muzeum sztuki orientalnej, którego zbiory przeniesione zostały do Museo delle Civiltà w dzielnicy EUR.
Muzeum było instytucją podległą włoskiemu Ministerstwu Kultury i Sztuki, jego pierwotna siedziba znajdowała się przy Via Merulana w zabytkowym Palazzo Brancaccio.

## Historia
Placówka powstała dzięki umowie zawartej przez Ministerstwo Kultury i Sztuki z Włoskim Instytutem Bliskiego i Dalekiego Wschodu (wł. Istituto Italiano per il Medio ed Estremo Oriente, obecnie Włoski Instytut Afryki i Wschodu, it. Istituto Italiano per l'Africa e l'Oriente), który udostępnił swoje zbiory archeologiczne i artystyczne, pochodzące przede wszystkim z wykopalisk prowadzonych przez Giuseppe Tucciego w Tybecie oraz przez archeologów współpracujących z instytutem, którzy prowadzili wykopaliska w Shahr-i Sokhta w Iranie, w Ghazni w Afganistanie i w Dolinie Swat w Pakistanie. oficjalne otwarcie placówki muzealnej miało miejsce 16 czerwca 1958.
Kolekcje zostały stopniowo poszerzone dzięki darowiznom i zakupom. Przy muzeum istniała specjalistyczna biblioteka, archiwum fotograficzne oraz pracownia bioarcheologiczna. Muzeum posiadało jedną z największych w Europie kolekcji sztuki tybetańskiej.

## Dyrektorzy muzeum
Od początku istnienia muzeum jej dyrektorami byli:
- Domenico Faccenna (1958−1977)
- Donatella Mazzeo (1977−2005)
- Silvana Balbi de Caro (2006−2008)
- Angelo Maria Ardovino (2008)
- Maria Amalia Mastelloni (2008−2009)
- Andrea Pessina (2009)
- Maria Amalia Mastelloni (2009)
- Mariarosaria Barbera (2009−2010)
- Luigi La Rocca (2011-2017)

## Kolekcje
Na wystawach muzealnych prezentowane były zbiory artefaktów pochodzących z terenów Azji:
- Sale I i II − prehistoria i epoka brązu (VI−II tysiąclecia p.n.e.) z terenów Bliskiego i Środkowego Wschodu
- Sala III − epoka żelaza (1450−539 p.n.e.) z terenów Bliskiego i Środkowego Wschodu
- Sala IV − archeologia i sztuka islamska
- Sale V i VIII − sztuka z Gandhary
- Sala VI − sztuka tybetańska i nepalska
- Sale VII, X-XV − sztuka i archeologia Dalekiego Wschodu (Chiny, Korea, Japonia i Wietnam)
- Sala Biała − sztuka indyjska